# Gutach (Schwarzwaldbahn)
Gutach település Németországban, azon belül Baden-Württembergben. Lakosainak száma 2338 fő (2023. december 31.).

## Népesség
A település népessége az elmúlt években az alábbi módon változott:
| Lakosok száma | 2441 | 2402 | 2550 | 2396 | 2196 | 2198 | 2236 | 2223 | 2237 | 2338 |
|               | 1961 | 1967 | 1974 | 1980 | 1987 | 1993 | 2000 | 2006 | 2013 | 2023 |